# Maryland Zoo
Koordinaten: 39° 19′ 24″ N, 76° 38′ 57,7″ W
Der Maryland Zoo, mit vollem Namen The Maryland Zoo in Baltimore, bis 2004 Baltimore Zoo genannt, ist der zoologische Garten der Stadt Baltimore im Bundesstaat Maryland in den Vereinigten Staaten Nordamerikas. Das 54 Hektar große Gelände belegt einen großen Teil des Druid Hill Parks. Der Wahlspruch des Zoos lautet Engaging people with the wonder of the living world, deutsch in etwa „Menschen für das Wunder der lebendigen Welt begeistern“.

## Geschichte
Der 1876 eröffnete Maryland Zoo ist der drittälteste Zoos der USA, nur der 1873 eröffnete Zoo in Philadelphia und der 1874 eröffnete in Cincinnati sind älter. Bevor der Zoo in Baltimore eröffnet wurde, kümmerte sich die Parkaufsicht von Druid Hill um eine kleine Sammlung von Tieren, die von Bürgern der Stadt gespendet worden waren. Das Gelände des Zoos gehört der Stadt Baltimore und ist an den Bundesstaat verpachtet. Seit 1967 betreibt die Maryland Zoological Society den Tiergarten, den sie vom Bundesstaat gepachtet hat.

## Tiere
Die Tiersammlung des Zoos umfasst ungefähr 130 Arten aus dem Reich der Vögel, Säugetiere, Amphibien und Reptilien. 
Es gibt vier Hauptteile im Zoo: Penguin Coast, Polar Bear Watch, Maryland Wilderness und African Journey. 
Der Zoo besitzt über 80 Brillenpinguine, welche die größte afrikanische Pinguin-Zuchtkolonie Nordamerikas bilden. Sie leben in dem 2015 neu gestalteten Bereich Penguin Coast.
In den Bärengehegen gibt es Eisbären, Grizzlybären und andere Tiere, die in oder in der Nähe der Arktis leben. Die Polar Bear Watch genannte Aussichtsplattform ist ein ausgedienter Tundra Buggy. Diese Geländewagen wurde speziell für die Beobachtung von Eisbären in Kanada entwickelt.
Für die Kinder wurde der Bereich Maryland Wilderness geschaffen, der die einheimische Tierwelt in den verschiedenen Lebensräumen näherbringen soll.  
Das größte Gehege des Zoos ist dasjenige der afrikanischen Wildtiere im African Journey genannten Bereich des Zoos, wo Löwen, Giraffen und Elefanten zu sehen sind.